# Эдвардс, Дэвид (игрок в американский футбол, 1997)
Дэвид Эдвардс (англ. David Edwards; 20 марта 1997, Даунерс-Гров, Иллинойс) — профессиональный американский футболист, выступающий на позиции гарда в клубе НФЛ «Лос-Анджелес Рэмс». Победитель Супербоула LVI. На студенческом уровне играл за команду Висконсинского университета. На драфте НФЛ 2019 года был выбран в пятом раунде.

## Биография
Дэвид Эдвардс родился 20 марта 1997 года в Даунерс-Грове в штате Иллинойс. Во время учёбы в старшей школе четыре года играл в баскетбол. В составе футбольной команды Эдвардс выходил на позициях квотербека, ди-энда, лайнбекера и лонг снэппера. В выпускной год был выбран её капитаном, а по итогам сезона вошёл в символическую сборную звёзд конференции.

### Любительская карьера
После окончания школы Эдвардс поступил в Висконсинский университет. Сезон 2015 года он провёл в статусе освобождённого игрока, тренируясь с командой, но не принимая участия в официальных матчах. В 2016 году он дебютировал в турнире NCAA и сыграл в тринадцати матчах, семь из них проведя на позиции стартового правого тэкла. В сезоне 2017 года Эдвардс провёл на этом месте все четырнадцать игр, внеся свой вклад в набранные Джонатаном Тейлором 1977 выносных ярдов.
В 2018 году Эдвардс сыграл в десяти матчах, из-за травмы пропустив три игры в концовке турнира. Он был одной из ключевых фигур в выносном нападении команды, ставшем лучшим в конференции Big Ten. Тейлор стал самым результативным раннинбеком сезона в NCAA.

### Профессиональная карьера
Перед драфтом НФЛ 2019 года аналитик сайта Bleacher Report Мэтт Миллер среди сильных сторон Эдвардса называл его опыт игры в стартовом составе, хорошую подвижность, умение эффективно действовать в различных схемах блокирования. К минусам он относил всё ещё развивающиеся навыки действий на защите паса, проблемы в игре против физически мощных пас-рашеров и возможным последствия перенесённых им ранее травм плеча.
На драфте Эдвардс был выбран «Лос-Анджелес Рэмс» в пятом раунде. В июне 2019 года он подписал с клубом четырёхлетний контракт. В своём дебютном сезоне он принял участие в шестнадцати матчах регулярного чемпионата, по его ходу заменив в стартовом составе травмированного Джозефа Ноутбума. В 2020 году Эдвардс занял место стартового левого гарда команды и провёл на поле 977 снэпов в шестнадцати матчах чемпионата и 25 снэпов в плей-офф, пропустив три сэка. Главный тренер команды Шон Маквей высоко оценил его понимание игры и универсальность. Сезон для Эдвардса завершился травмой ноги, полученной в игре уайлд-кард раунда плей-офф против «Сиэтла».
В сезоне 2021 года Эдвардс провёл в стартовом составе команды все семнадцать игр регулярного чемпионата и четыре матча плей-офф, став победителем Супербоула LVI.